# Jogos Asiáticos de Artes Marciais
Os Jogos Asiáticos de Artes Marciais foram um evento multiesportivo realizado desde 2009 com a presença de Comitês Olímpicos Nacionais da Ásia. Reunindo artes marciais olímpicas e não-olímpicas, foram fundidos como os Jogos Asiáticos em Recinto Coberto a partir de 2013.

## Edições
| Ano             | Cidade-sede           | Duração                   | Países | Atletas | Eventos | Maior n.º de medalhas |
| --------------- | --------------------- | ------------------------- | ------ | ------- | ------- | --------------------- |
| 2009 (detalhes) | THA Tailândia Bangkok | 1 de agosto - 8 de agosto | 40     | 810     | 109     | Tailândia             |